# امرأتان (مسلسل)
امرأتان (بالإسبانية: El embarcadero)‏ هو مسلسل تلفزيوني درامي إسباني من تأليف ألكس بينا وإستر مارتينيز لوباتو. تم إنتاجه من قبل استوديوهات أتريسميديا وفانكوفر ميديا لصالح +Movistar. تم إصدار الموسم الأول على +Movistar في 18 يناير 2019. تم إصدار الموسم الثاني في 17 يناير 2020.

## قصة المسلسل
أليخاندرا هي مهندسة معمارية رفيعة المستوى من فالنسيا تحطمت بسبب الأسرار التي خلفتها وفاة أوسكار، زوجها الذي دام معها 15 عامًا. تكتشف أنه كان يعيش حياة مزدوجة مع امرأة أخرى، فيرونيكا، في قرية مجاورة في بحيرة البوفيرا. قررت الاقتراب من المرأة بهوية أخرى لتكتشف لماذا عاش زوجها كذبة وما حدث في ليلة وفاته المصيرية.